# The Blackout
The Blackout är ett hardcore/punkband som kommer från Wales. De grundades 2003. Deras första "riktiga" skiva heter The Blackout! The Blackout! The Blackout!, en EP, och deras andra, dock första full-längdare,We Are the Dynamite. De har gjort sig allt mer populära, och har två officiella videor: "High Tide Baby" (med deltagande ifrån Ian Watkins Lostprophets) och "The Beijing Cocktail". De har nyligen gjort en cover på Limp Bizkits "My Generation".
The Blackout har gjort tre spelningar i Sverige; Stockholm och Malmö 2008 på deras Dynamite! Turné och 2009 i Hässleholm på Siestafestivalen.

## Medlemmar
- Sean Smith – sång
- Gavin Butler – sång
- Matthew Davies – gitarr
- James Davies – gitarr
- Rhys Lewis – basgitarr
- Gareth Lawrence (även kallad Snoz) – trummor

## Diskografi
Album
- We Are the Dynamite (2007)
- The Best in Town (2009)
- Hope (2011)
- Start the Party (2013)

EPs
- Pull No Punches (demo) (2004)
- The Blackout! The Blackout! The Blackout! (2006)
- Wolves (2014)

Singlar
- "Hard Slammin' " (2007)
- "The Beijing Cocktail" (2007)
- "It's High Tide Baby!" (2008)
- "Children of the Night" (2009)
- "Save Our Selves (The Warning)" (2009)
- "I Don't Care (This Is Why We Can't Have Nice Things)" (2009)
- "Higher & Higher" (2011)
- "Never by Your Side" (2011)
- "The Storm" (2011)
- "You're Not Alone" (2011)
- "Start the Party" (2012)
- "Running Scared" (2012)